# Самуель Айгун
Самуель Айгун (англ. Samuel Igun; 28 лютого 1938) — нігерійський легкоатлет, дворазовий чемпіон Всеафриканських ігор, чемпіон та срібний призер Ігор Співдружності.

## Біографія
Народився 28 лютого 1938 року в місті Варрі, штат Дельта, Нігерія.
Учасник чотирьох літніх Олімпійських ігор, починаючи з 1960 року. Брав участь у легкоатлетичних змаганнях з потрійного стрибка та стрибків у висоту.
На Іграх Співдружності 1966 року в Кінгстоні (Ямайка) став чемпіоном у потрійному стрибку та срібним призером зі стрибків у висоту.
На І Всеафриканських іграх 1965 року у Браззавілі (Республіка Конго) став чемпіоном у обох дисциплінах.